# South Park: Snow Day!
South Park: Snow Day! es un Juego de acción y Aventuras desarrollado por Question y publicado en el año 2024 por THQ Nordic en asociación con South Park Studios, El juego está basado en la serie animada estadounidense South Park y se desarrolla después de los eventos de South Park: La Vara de la Verdad y South Park: Retaguardia en peligro. Se lanzo para las plataformas Nintendo Switch, PlayStation 5, Windows y Xbox Series X y Series S el 26 de marzo de 2024.  Recibió críticas mixtas por parte de los críticos hacia el cambio del estilo artístico, escritura y humor, y críticas hacia la jugabilidad, el contenido atenuado y la corta duración, con muchos comparándolo negativamente con los anteriores juegos La Vara de la Verdad y Retaguardia en peligro.

## Jugabilidad
South Park: Snow Day! en los cuatro personajes principales de South Park: Eric Cartman, Kyle Broflovski. Stan Marsh y Kenny McCormick que participan en actividades basadas en la nieve, donde los jugadores asumen el papel de un personaje llamado: el niño nuevo. (Como en los juegos anteriores South Park: La Vara de la Verdad y South Park: Retaguardia en peligro).
Tras completar el tutorial, el jugador se encuentra en un pequeño mundo central, cuya población reside en la Fortaleza Kupa, En el patio trasero de Cartman. El jugador puede interactuar con los personajes, como Cartman, en cuyas misiones se mencionan a: El Sr Mojón, que utiliza "materia oscura" (en realidad son heces) como moneda para mejorar las ventajas del jugador a través de un árbol de habilidades, que se puede intercambiar según sus preferencias; Butters registra las cartas encontradas a lo largo del juego, Tolkien Black gestiona la armería, donde el jugador puede seleccionar armas y habilidades; Tweak Tweek y Craig Tucker gestionan el Bazar , donde el jugador puede comprar gestos o cosméticos con puntos de platino.
Una vez seleccionada una misión, el jugador debe seleccionar una carta que mejore sus habilidades según su equipamiento, Como una carta de Mentiras, que le otorgara ventajas importantes al jugador. Los enemigos también tendrán cartas antes del inicio de las misiones. 

## Desarrollo
en 2021, Trey Parker y Matt Stone firmaron un acuerdo de desarrollo de 900 millones de dólares con ViacomCBS, y uno de los proyectos anunciados fue un nuevo juego de South Park desarrollado internamente por South Park Studios. En agosto de 2022, el juego fue adelantado durante la presentación en linea de THQ Nordic con un breve adelanto. Y en agosto de 2023, el juego se anunció oficialmente.